# La tuta spaziale
La tuta spaziale (Have Space Suit... Will Travel) è un romanzo per ragazzi di fantascienza del 1958 dello scrittore statunitense Robert A. Heinlein. L'opera è stata pubblicata in Italia anche con il titolo Ho la tuta: viaggerò nello spazio.
Il romanzo è stato tra i finalisti per il Premio Hugo nel 1959;
inoltre gli è stato conferito il Sequoyah Children's Book Award per il 1961.
Heinlein che, durante la seconda guerra mondiale, ha lavorato per un periodo come ingegnere aerospaziale in un laboratorio di sviluppo di tute pressurizzate per l'uso ad alta quota, ha fatto uso della sua competenza tecnica per aggiungere dettagli realistici alla storia.

## Storia editoriale
Il romanzo, scritto nell'agosto 1958, è stato pubblicato a puntate sui numeri di agosto, settembre e ottobre 1958 di The Magazine of Fantasy and Science Fiction e in volume rilegato quello stesso anno da Scribner's nella serie di romanzi per ragazzi.
La traduzione italiana di Maria Todeschini, con molte omissioni rispetto all'originale, è stata pubblicata dalla casa editrice A.M.Z. nel settembre 1961, nel volume n. 8 della collana I libri del 2000 e poi di nuovo nel settembre 1971 nella collana Avventura. Inoltre il romanzo è stato pubblicato dalla Editrice Minerva nel 1963, in sei puntate, con il titolo Ho la tuta: viaggerò nello spazio, nei numeri dal 4 al 9 della rivista Fantasia e Fantascienza, senza indicazione del traduttore.

## Trama

### Terra
Il narratore della storia è l'adolescente Clifford "Kip" Russell, un brillante liceale con un eccentrico padre, che partecipa ad un concorso pubblicitario a premi, sperando di vincere un viaggio tutto spesato per la Luna; ottiene invece un'autentica ma obsoleta tuta spaziale usata.
Kip decide di rimetterla a nuovo e si dedica al lavoro con tutto il suo ingegno e grande determinazione, alla fine, nonostante l'ironia di qualcuno, la tuta che lui ha ribattezzato "Oscar" torna di nuovo in condizione di funzionare.
Kip a malincuore decide di restituire Oscar in cambio di una somma di denaro che gli serve per contribuire a pagare il college.
La indossa quindi per un'ultima volta e fa una passeggiata trasmettendo per gioco sulla sua radio a onde corte, ma inaspettatamente riceve una risposta da qualcuna che si identifica come "Peewee".
Poco dopo Kip resta scioccato quando un disco volante gli atterra quasi addosso, ne escono Peewee, che si rivela essere una giovanissima ragazza e "Mamma Cosa", un amichevole essere alieno; i due tentano di fuggire ma, insieme a Kip, sono rapidamente catturati e portati sulla Luna.

### Luna
Il capo dei loro rapitori è un Wormface, un'altra creatura aliena vagamente antropomorfa dall'orribile aspetto che si riferisce con disprezzo a tutti gli altri come "animali".
Jock e Tim, due tirapiedi umani, aiutano Wormface a catturare Mamma Cosa e Peewee, un genio undicenne figlia di un eminente scienziato.
Mamma Cosa parla in quello che suona come un canto d'uccello dolce e armonioso che Kip e Peewee comprendono senza difficoltà.
Kip, Peewee e Mamma Cosa riescono a fuggire e cercano di raggiungere la base umana più vicina camminando sulla superficie lunare, ma vengono ricatturati e portati in una base su Plutone.

### Plutone
Kip è gettato in una cella; dopo qualche tempo è raggiunto dai due traditori umani, che a quanto pare non risultano più necessari ai Wormface.
Prima di scomparire, uno di essi accenna a Kip che i suoi ex datori di lavoro mangiano gli esseri umani.
Mamma Cosa, nel frattempo, si rende utile ai rapitori costruendo per loro dispositivi avanzati, nel processo, riesce a rubare le parti necessarie ad assemblare una bomba e un trasmettitore.
La bomba si prende cura della maggior parte dei Wormface, ma Mamma Cosa resta congelata quando tenta di piazzare il trasmettitore all'esterno senza indossare una tuta spaziale.
Anche Kip quasi congela a morte per attivare il segnale di soccorso, ma i soccorsi arrivano in poco tempo.

### Vega 5
Kip e Peewee sono trasportati su Vega 5, il pianeta natale di Mamma Cosa.
Si scopre che Mamma Cosa è molto più resistente di quanto Kip aveva sospettato e non è stata in pericolo.
Kip, invece, soffre di gravi conseguenze per il congelamento e viene mantenuto in uno stato di criopreservazione mentre il popolo di Mamma Cosa trova il modo di curarlo.
Durante la convalescenza di Kip il popolo di Mamma Cosa impara a conoscere la Terra dai racconti di Peewee e Kip.
Una volta guarito Kip, con Peewee e Mamma Cosa, si reca su un pianeta nella Piccola Nube di Magellano per affrontare un tribunale intergalattico, composto da molte specie avanzate che si sono organizzate per proteggersi.

### Piccola Nube di Magellano
I primi ad essere processati sono i Wormfaces, essi promettono di distruggere tutte le altre specie e sono giudicati pericolosi, per cui il loro pianeta sarà "ruotato" fuori dallo spazio tridimensionale, privandoli della loro stella e condannandoli a morire di freddo, in pratica un genocidio.
Poi tocca all'umanità, rappresentata da Peewee, Kip, un antico centurione romano di nome Junio e un uomo di Neandertal, quest'ultimo è respinto in quanto di un'altra specie mentre Junio si dimostra bellicoso, ma coraggioso.
I racconti registrati di Peewee e Kip vengono poi ammessi come prova.
In difesa dell'umanità, Kip fa un discorso appassionato.
Mamma Cosa e un rappresentante di un'altra razza sostengono che le specie a vita breve sono essenzialmente bambini cui dovrebbe essere concesso più tempo per imparare e crescere.
Si decide di riesaminare l'umanità, dopo "una dozzina di emivite del radio" (19.200 anni).

### Terra
Kip e Peewee vengono rimandati sulla Terra con dispositivi ed equazioni forniti dai vegani.
Kip passa le informazioni al professor Reisfeld, il padre di Peewee.
Dopo aver ascoltato la storia di Kip e Peewee, Reisfeld fa avere a Kip una borsa di studio per il Massachusetts Institute of Technology, dove Kip vuole studiare ingegneria e progettazione di tute spaziali.

## Critica
Floyd C. Gale ha scritto che il libro "è forse il più sfacciato juvenile della lunga lista di Heinlein ... Ottimo per i bambini, rischioso per gli adulti che non si riconoscono facilmente negli eroi adolescenti".

### Edizioni
- Robert A. Heinlein, La tuta spaziale, collana Collana "Avventura", traduzione di Maria Todeschini, illustrazioni di Claudio Mazzoli, Milano, AMZ, settembre 1971,  p. 133.

- (EN) Robert A. Heinlein, Have Space Suit, Will Travel, Simon and Schuster, 2005,  p. 249, ISBN 1-4165-0549-0.

### Fonti critiche
- (EN) Alexei Panshin, III. THE PERIOD OF SUCCESS - 13. 1958, in Heinlein in dimension, Chicago, Advent:Publishers Inc, aprile 1968. URL consultato il 25 aprile 2016.

- (EN) James Daniel Gifford, The New Heinlein Opus List, in Robert A. Heinlein: A Reader's Companion (PDF), Nitrosyncretic Press, 2000, ISBN 978-0-9679874-1-5. URL consultato il 12 ottobre 2015.